# Phytomyza burchardi
Phytomyza burchardi este o specie de muște din genul Phytomyza, familia Agromyzidae, descrisă de Erich Martin Hering în anul 1927.
Este endemică în Insulele Canare. Conform Catalogue of Life specia Phytomyza burchardi nu are subspecii cunoscute.